# Пам'ятники Фастова
Стаття Пам'ятники Фастова призначена для ознайомлення, в тому числі візуального зі зразками міської скульптури в районному центрі Київської області місті Фастові.
Місто Фастів має близько 20 пам'ятників і пам'ятних знаків, що присвячені подіям воєн ХХ століття, видатним особистостям, пов'язаним з містом, відображають національну та міську історію.
У сучасному Фастові переважають пам'ятники радянського періоду, за незалежності України (від 1991 року) були встановлені погруддя Тараса Шевченка (1994), пам'ятний камінь на честь 375-річчя від народження Семена Палія (1997), а пізніше встановлено погруддя.
Місцями зосередження фастівських пам'ятників є центральна вулиця Соборна та міські парки (імені Братів Сидоренків, колишній Юрія Гагаріна; «Молодіжний»), де розташовані меморіали; курган Слави знаходиться біля залізничних колій. Визначна роль у створенні архітектурного обличчя Фастова належить місцевому скульптору-авторові значного числа пам'ятників міста — Анатолію Древецькому.
| Назва                                                                                         | Дата встановлення                                 | Розташування                                                    | Фото | Короткі відомості |  |
| Бенардосу Миколі, пам'ятник                                                                   | 1981                                              | на вулиці Садовій пересічені вулиць Семена Палія                |      | Пам’ятник російському винахіднику, творцеві електричного дугового зварювання (1882) Миколі Миколайовичу Бенардосу, що жив у Фастові, був встановлений на честь 100-річчя цього винаходу в 1981 році. Автори — фастівський скульптор А. А. Древецький та архітектор В. С. Тофан. |  |
| Шевченка Тараса, погруддя                                                                     | 1994                                              | на розі вулиць Тараса Шевченка та Брандта                       |      | Пам'ятник-погруддя великого українського поета і мислителя Тараса Шевченка був встановлений у 1994 році. Автори — скульптор А. Древецький, архітектор А. А. Сандуленко. Пам'ятник зображує молодого Кобзаря. |  |
| Шевченка Тараса, погруддя                                                                     |                                                   | на вулиці Тараса Шевченка, на подвір'ї ЗОШ № 9                  |      | Старий пам'ятник-погруддя великого українського поета і мислителя Тараса Шевченка був перенесений з парка Шевченка на подвір'я ЗОШ № 9 у 1994 році. |  |
| Жертвам Голодомору, пам'ятний знак                                                            | 2008                                              | вул. Фастівецька                                                |      | У день пам'яті жертв голодоморів 2008 року 22 листопада у фастівському мікрорайоні Завокзалля відбулося відкриття пам'ятного знака, де похоронені жертви Голодомору 1932—33 років в Україні (не лише мешканці Фастівщини, а й інших куточків України, які приїздили до Фастова залізницею в надії знайти порятунок від голодної смерті, та помирали, ледь вийшовши з вагонів потягів). |  |
| Жертвам Голодомору, пам'ятний знак                                                            | 2009                                              | у мікрорайоні Заріччя                                           |      | У день пам'яті жертв голодоморів 2009 року 27 листопада у фастівському мікрорайоні Заріччя відбулося відкриття пам'ятного знака, де раніше були плита та дерев'яний хрест. Пам'ятний знак було споруджено спільними зусиллями — підприємець М. М. Крук зробив ескіз та виготовив пам'ятник, директор комбінату комунальних підприємств Д. М. Юшков допоміг привезти та встановити плити, директор ЗАТ «Оболонь» «Пивоварня Зіберта» Л. І. Оніщук та заступник міського голови О. Й. Цвібель допомогли піском, щебенем, землею та бетоном, велику допомогу надав інспектор ККП О. О. Загороднюк. |  |
| Загиблим у вогні Афганістану, меморіальний комплекс                                           |                                                   | у парку «Молодіжний»                                            |      | Привячена жертвам військового вторгнення СРСР до Афганістану під приводом боротьби проти повстанських груп моджахедів, у якій брали участь урядові війська Афганістану й СРСР. Почалась у грудні 1979 року нападом спецпідрозділів КДБ СРСР на президентський палац у Кабулі і вбивством президента країни Хафізулли Аміна разом з його оточенням та заміни його маріонетковим урядом керованого з СРСР Кармаля Бабрака. До Афганістану було перекинуто обмежений контингент армії СРСР. Війна, за даними СРСР, тривала до виведення основної маси військ 15 лютого 1989 року. Унаслідок війни загинуло (за міжнародними даними, прийнятими і в СРСР) 1,5 млн або 10 % з числа тодішнього населення країни. Втрати СРСР за офіційними даними цієї країни становили 15 тис. військовослужбовців. |  |
| о. Зигмунду Козару, пам'ятник                                                                 |                                                   | на вулиці Незалежності, біля костелу Воздвиження Святого Хреста |      | Пам'ятник отцю Зигмунду Козару, який прислужився до відновлення фастівського костелу. |  |
| на честь 375-річчя від народження Семена Палія, пам'ятник                                     | 1997                                              | на Соборній                                                     |      | Пам'ятний знак-брила на честь 375-річчя від дня народження плоковника Фастівського (Білоцерківського) Семена Палія, був споруджений козаками й містянами та урочисто відкритий 14 серпня 1997 року на Заріччі біля Покровської церкви. Перенесений у центр міста у 2000-х роках. Перенесений до скверу перед міським палацом культури у липні 2012 р. до встановленого бюсту Семена Палія. Також відкрито пам'ятник погруддя. |  |
| Ліквідаторам аварії на Чорнобильській АЕС                                                     | 2000                                              | вул. Свято-Воскресенська                                        |      | Під час відкриття монументу ліквідаторам аварії на Чорнобильській АЕС. |  |
| Пожежним, учасникам ліквідації наслідків аварії на Чорнобильській АЕС, пам'ятний знак         | 2011                                              | на провулку Володимира Шестопала                                |      | На територій пожежної частини. Відкритий 26 квітня 2011 року до 25 річчя з дня аварії на Чорнобильській АЕС. |  |
| Воїнам-танкістам, меморіальний комплекс                                                       | 1970                                              | на вулиці Героїв Танкістів                                      |      | Пам'ятник радянським воїнам-танкістам, що являє собою танк «Т-34» на постаменті з каміння, був споруджений у 1970 році. Архітектор — Г. П. Яценко. |  |
| «Курган Слави» — пам'ятник загиблим Фастівчанам у роки війни, меморіальний комплекс           | 1985                                              | біля залізничної колії на вулиці Козацької Слави                |      | У мальовничому районі Фастова, на місці запланованого парку, височить насипаний курган, на якому встановлений обеліск з написом — «Воинам-землякам, погибщим о годы Великой Отечественной войны, от трудящихся города Фастова и района». Біля підніжжя обеліска палахкотить Вічний вогонь. Відкриття Кургану Слави відбулося 9 травня 1985 року, до 40-ї річниці Перемоги над фашистськими загарбниками. Але відкрито його було не в повному об'ємі. У проєкт'і, над яким я працював разом з архітектором Володимиром Олексійовичем Акімовим, пропонувалося створити тут паркову зону, з Кургану вивести паралельно залізниці бетонний пілон, на якому мала бути встановлена фігура воїна. Вона, за задумом, повинна була гарно прочитуватися з боку залізниці. Біля підніжжя пам'ятника планувалося створити невеличке озеро, адже вода — це символ життя. Але проект цей не був затверджений, і відкриття Кургану Слави відбулося без скульптури і вирішення паркової зони. І хоч через чотири роки скульптура у кованій міді була встановлена, але динаміка і гострота скульптурно-архітектурного вирішення пропала, бо встановлено її було не на пілоні, а на сходах Кургану Слави. З'явилася симетрія, яка не йде на користь загальній формі. На скульптуру важко дивитися, вона стоїть на контражурі, сонце б'є прямо в очі глядачеві. Фігура воїна не проглядається з боку залізниці. Скульптурно-архітектурний комплекс втратив гостроту, свою індивідуальність. Парк так і не був посаджений, озера немає і посьогодні. До 9 травня 1989 р. по діаметру Кургану вмуровані мармурові плити з прізвищами загиблих фастівчан. До пам'ятника веде алея, обсаджена трояндами. На території, відведеній під парк, частково висаджені берізки та ялинки, заплановано було по доріжках парку розставити лави для відпочинку, біля яких посадити кущі бузку, а по берегах озера насадити верби, поставити декоративні світильники. Авторський колектив (скульптор, член Спілки художників України А. Древецький та архітектори Акімов В. О. і Сандуленко А. А.) намагалися все зробити для того, щоб фастівчани і гості міста могли вшанувати пам'ять загиблих земляків і своїх близьких, провести свій час у цьому затишному куточку міста, згадуючи минуле та думаючи про майбутнє. Вічна пам'ять полеглим у тій страшній війні. А. Древецький |  |
| Воїнам, що полягли захищаючи Фастівський залізничний вузол в 1941—1945 роках., пам'ятний знак |                                                   | у Моторвагонному депо, вул. Галафеєва, 1                        |      | |  |
| Прикордонникам 91-го Рава-Руського прикордонного загону, пам'ятний знак                       | 1979                                              | у парку «Молодіжний»                                            |      | |  |
| Чайковського Йосипа, погруддя                                                                 |                                                   | на вулиці Соборній                                              |      | Автор погруддя Героя Радянського Союзу Йосипа Юхимовича Чайковського — фастівський скульптор А. Древецький. |  |
| на місці загибелі Героя Радянського Союзу О. Лянгасова, стела                                 |                                                   | на вулиці Героїв Прикордонників                                 |      | Молодший лейтенант Олександр Лянгасов загинув у танку на під'їзді до залізничної станції Фастів 7 листопада 1943 р. Решта екіпажу безвісні. |  |
| на могилі К. Заборовського та воїнів                                                          |                                                   | Парк Європейський 🇪🇺ім. братів Сидоренків колишній Ю. Гагаріна  |      | Пам'ятник — скульптура радянського воїна, встановлений на могилі Героя Радянського Союзу та інших воїнів, які загинули при звільненні Фастова від німецьких загарбників у листопаді 1943 року. |  |
| на могилі 40 загиблих офіцерів                                                                |                                                   | на провулку Комунальному, біля залізничної лікарні              |      | Стела на могилі 40 офіцерів і однієї жінки лікаря, що загинули від бомбардування навесні 1944 року. |  |
| Героям громадянської війни, які загинули за владу рад у 1918-20 р.р.                          | вулиця братів Сидоренків колишня ім Юрія Гагаріна | Парк Європейський 🇪🇺ім. братів Сидоренків колишній Ю.Гагаріна   |      | |  |
| Стіна Слави                                                                                   |                                                   | по вулиці Соборній біля прилучання вулиці Героїв-Танкістів      |      | Присвяченам жертвам і героям Другої світової війни і Радянсько Німецької-війни |  |

## Колишні
| Назва                        | Дата встановлення | Дата демонтажу                   | Розташування              | Координати | Фото | Короткі відомості |  |
| Сталіну, демонтований        |                   |                                  | у парку залізничників     |            |      | радянський військовий та політичний діяч. Перебуваючи на постах генерального секретаря Комуністичної партії Радянського Союзу (1922—1953) й голови уряду (1941—1953), встановив в СРСР однопартійну тоталітарну систему та став фактично одноосібним диктатором. Створені за його правління політична система й ідеологія дістали назву сталінізм. Народився в бідній сім'ї в місті Горі, навчався в Тбіліській духовній семінарії до 1898 року. В молодості приєднався до марксистської РСДРП та став послідовником Леніна. Редагував більшовицьку газету «Правда», брав участь у розбоях, викраденні та вимаганні на користь партії, за що його неодноразово арештовували та відправляли в заслання. 1912 року обраний до складу ЦК. Після більшовицького перевороту став членом Політбюро, а згодом зайняв пости наркома у справах національностей й державного контролю. Упродовж громадянської війни в Росії виступав у ролі спеціального уповноваженого партії на важливих ділянках фронту. 1922 року Йосип Сталін посів пост генерального секретаря ВКП(б), а після смерті Леніна сконцентрував владу у своїх руках, розмістив ключових прибічників на основні посади й вигнав потенційних суперників й колишніх союзників. Наріжною партійною догмою за правління Сталіна стала концепція «побудови соціалізму в окремо взятій країні». В період впровадження п'ятирічних планів СРСР пережив сільськогосподарську колективізацію, прискорену індустріалізацію та створення централізованої командної економіки. Сталінська політика, заснована на застосуванні системних репресій й терору, призвела до смерті мільйонів селян упродовж Голоду в СРСР (1932—1933) та Голодомору в Україні; мільйони радянських громадян було ув'язнено в таборах ГУЛАГу чи виселено у віддалені території, розкуркулено тощо, інколи цілі народи підпадали під депортації. Між 1934 і 1939 роками Сталін та його оточення організували «Великий терор» з метою ліквідації «ворогів робітничого класу», у процесі якого понад мільйон осіб було ув'язнено, а 700 тисяч — страчено таємною поліцією. |  |
| Леніну Володимиру, повалений |                   | В ніч з 29 на 30 січня 2014 року | у сквері на вул. Соборній |            |      | Повалили представники ВО «Свобода»,під час декомунізації в Україні і ленінопаду 2013-2014 років вивезли для зберігання до ККП Фастова. |  |